# Сафдар
Сафдар (перс. صفدر‎ - «Храбрый», букв. «Сокрушающий ряды») — персидско-арабское имя, основано на арабском корне «саф» — «ставить в ряд». Однокоренным словом с именем «Сафдар» является название 37-й суры Корана Ас-Саффат (Выстроившиеся в ряды).
- Сафдар — деревня в бахше Джафаробад шахрестан Кум (Иран).
- Сафдар Таваколи (1942 г.р.) — известный афганский музыкант.
- Сафдариджанг («Неистовый в бою») — наваб Ауда (1739–1754).
- Мухаммад ибн Сафдар (1839—1897) — идеолог панисламизма.